# Thomas Bucheli

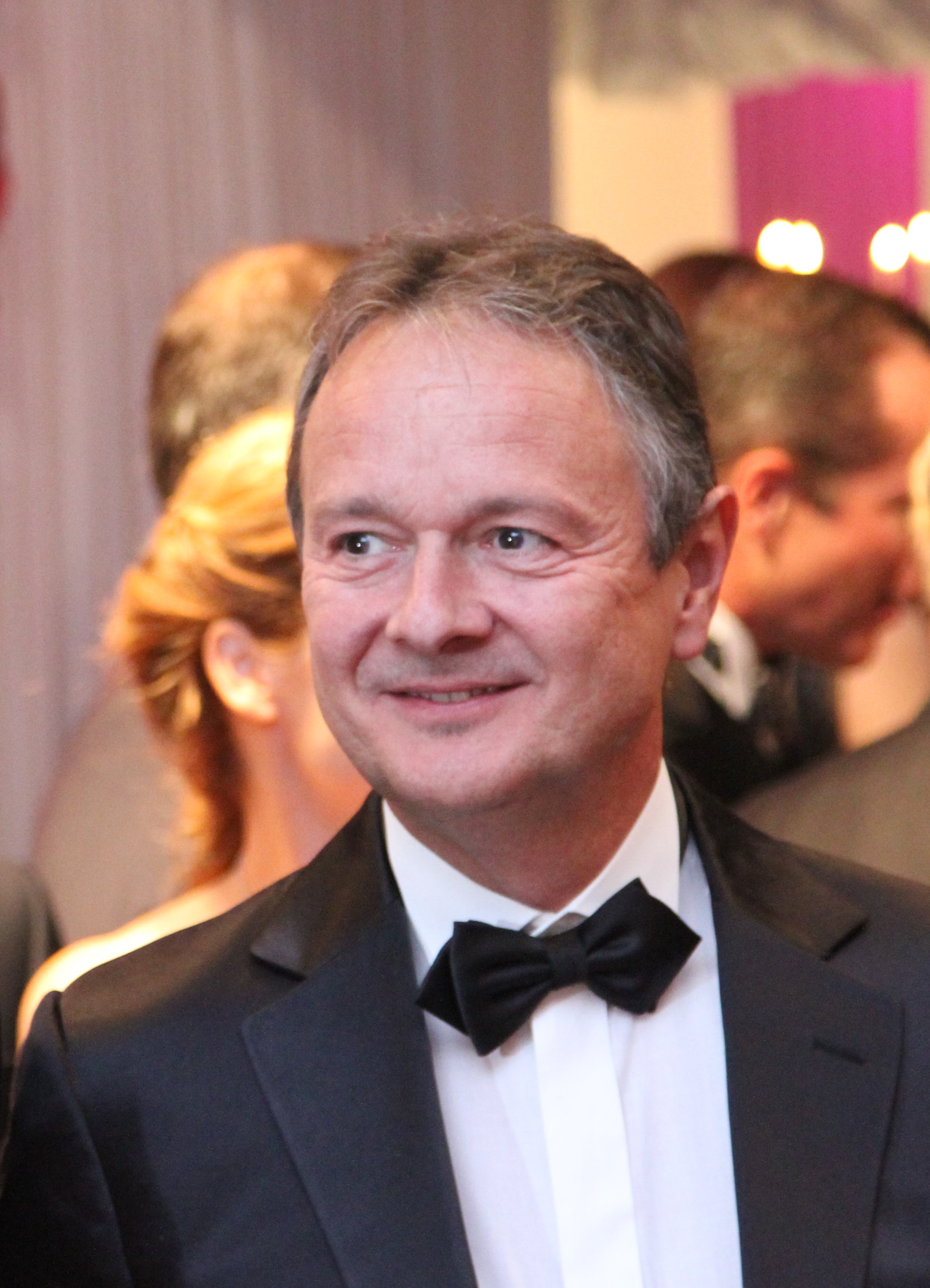
Thomas Bucheli am Kispi Ball 2016

Thomas Bucheli (* 29. Mai 1961 in Rothenburg) ist ein Schweizer Meteorologe und Fernsehmoderator.

## Leben
Thomas Bucheli wuchs in Hitzkirch auf. Er erlangte 1981 an der Mittelschule in Reussbühl die Matura Typus C, studierte Geographie an der ETH Zürich und schloss 1988 unter anderem in Meteorologie, Klimatologie und Atmosphärenphysik ab. Danach war er als Meteorologe für die damalige Schweizerische Meteorologische Anstalt SMA bis 1994 tätig, anschliessend für die Dauer eines Jahres für die Firma Meteomedia AG. 1992 trat er beim Schweizer Fernsehen ein, wo er Moderator der Sendung Meteo und ab 1995 Leiter der Wetterredaktion wurde.
Bucheli ist seit 2017 mit Kathrin Grüneis verheiratet. Aus früherer Ehe hat er einen Sohn, Grüneis eine Tochter.